# Metalla Pretiosa
Metalla Pretiosa – album kontrabasisty Ola Walickiego z udziałem pianisty Leszka Możdżera, niemieckiego perkusisty Maurice’a de Martina oraz kwartetu The Gdansk Philharmonic Brass w składzie Janusz Szadowiak (trąbka), Adam Stachowiak (trąbka), Mirosław Merchel (róg) i Tadeusz Kassak (puzon).
Wydawnictwo ukazało się 28 listopada 2004 roku nakładem wytwórni muzycznej Olo Walicki Production.

## Lista utworów
1. „Plumbum” – 7:43
2. „Austin (Platinum)” – 9:34
3. „Aurum” – 11:40
4. „Argentum” – 8:32
5. „Radium” – 5:38
6. „Hydrargyrum” – 5:11